# Speyeria krautwurmi
Speyeria krautwurmi är en fjärilsart som beskrevs av Holland 1931. Speyeria krautwurmi ingår i släktet Speyeria och familjen praktfjärilar. Inga underarter finns listade i Catalogue of Life.